# Soundsystem
Soundsystem è il quinto album in studio del gruppo musicale alternative rock statunitense 311, pubblicato il 12 ottobre 1999.

## Tracce
1. Freeze Time – 3:21 (Nick Hexum, Doug "SA" Martinez)
2. Come Original – 3:42 (Nick Hexum, Aaron Wills, Doug "SA" Martinez)
3. Large in the Margin – 3:28 (Chad Sexton, Nick Hexum)
4. Flowing – 3:13 (Nick Hexum)
5. Can't Fade Me – 2:10 (Nick Hexum, Doug "SA" Martinez)
6. Life's Not a Race – 4:26 (Nick Hexum, Tim Mahoney, Doug "SA" Martinez)
7. Strong All Along – 3:28 (Nick Hexum, Doug "SA" Martinez)
8. Sever – 4:42 (Nick Hexum, Aaron Wills, Doug "SA" Martinez)
9. Eons – 3:13 (Chad Sexton, Nick Hexum)
10. Evolution – 4:17 (Nick Hexum, Chad Sexton, Doug "SA" Martinez)
11. Leaving Babylon – 3:59 (Earl Hudson, Paul Hudson, Daryl Jenifer, Gary Miller)
12. Mindspin – 4:90 (Chad Sexton, Nick Hexum, Doug "SA" Martinez)
13. Livin' & Rockin' – 2:42 (Tim Mahoney, Nick Hexum, Doug "SA" Martinez)

## Formazione
- Nick Hexum - voce, chitarra
- SA Martinez - voce, scratches
- Chad Sexton - batteria
- Tim Mahoney - chitarra
- Aaron "P-Nut" Wills - basso, violino, percussioni

## Classifiche
| Classifica (1999) | Posizione massima |
| ----------------- | ----------------- |
| Stati Uniti       | 9                 |